# Es geschah am hellichten Tag
Es geschah am hellichten Tag (traduïble com «Va succeir a plena llum del dia»), o El cebo en la versió espanyola, és una pel·lícula hispano-germano-suïssa dirigida per Ladislao Vajda l'any 1958. En el guió va col·laborar l'escriptor Friedrich Dürrenmatt, qui aquest mateix any va escriure una novel·la sobre aquesta mateixa història (La promesa), encara que canviant-li el final.

## Argument
En un petit poble suís apareix assassinada una nena i l'única pista és un dibuix de la petita. Les sospites recauen sobre un venedor ambulant que va ser la persona que va trobar el cadàver. El comissari Matthäi (interpretat per Heinz Rühmann) està a punt de jubilar-se i deixà el cas al càrrec del seu relleu. Matthäi, però, té dubtes sobre la culpabilitat del venedor ambulant que, incapaç de fer front a l'acusació, se suïcida a la seva cel·la. Quan el comissari Mattäi està a punt d'agafar un avió, recorda petits detalls que han explicat els nens de l'escola on anava la nena i, motivat pel seu zel professional, ajorna la seva jubilació i comença a investigar pel seu compte.

## Repartiment
- Heinz Rühmann - Inspector Matthäi
- Gert Fröbe - Schrott
- Siegfried Lowitz - Tinent Heinzi
- Sigfrit Steiner - Det. Feller
- Michel Simon - Jacquier
- Heinrich Gretler - Comandant de policia
- Berta Drews - Sra. Schrott
- Ewald Balser - Professor Manz
- María Rosa Salgado - Sra. Heller
- Anita von Ow - Annemarie Heller
- Barbara Haller - Ursula Fehlmann
- Emil Hegetschweiler - Prefecte de policia

## Producció
El rodatge va iniciar el 22 de febrer de 1958 vora Zúric i Chur i va finalitzar a l'abril del mateix any. Els interiors es van filmar a Praesens Atelier dels Spandau Studios, a Berlín.

## Estrena
Es geschah am hellichten Tag es va estrenar el 4 de juliol de 1958 al Berlinale, Festival Internacional de Cinema de Berlín.

## Premis i nominacions
La pel·lícula va ser nominada a l'Os d'Or al 8è Festival Internacional de Cinema de Berlín l'any 1958.
Els dos protagonistes del film, Gert Fröbe i Heinz Rühmann van ser nominats a millors actors principals pel Deutscher Filmpreis l'any 1959.
Els Preis der deutschen Filmkritik (Premis de la Crítica Alemanya) va atorgar a Gert Fröbe el premi a millor actor l'any 1959.
El film va ser també reconegut amb quatre premis a la 3a edició dels Premis Sant Jordi de Cinematografia l'any 1959: Millor Pel·lícula Espanyola (Ladislao Vajda), Millor Director Espanyol (Ladislao Vajda), Millor Guió Espanyol (Ladislao Vajda i Hans Jacoby) i Millor Fotografia en Pel·lícula Espanyola (Ernst Bolliger i Heinrich Gärtner).

## Adaptacions

### Remakes
- L'any 1979, Alberto Negrin dirigeix un remake italià en format de telefilm sota el nom de La promessa.[5]
- L'any 1990, György Fehér dirigeix un remake hongarès sota el nom de Szürkület.[6]
- L'any 1996, Rudolf van den Berg dirigeix un remake holandès sota el nom de The Cold Light of Day.[7]
- L'any 1997, Nico Hoffman dirigeix un remake alemany en format telefilm amb el mateix títol que l'original: Es geschah am hellichten Tag.[8]
- L'any 2001, als Estats Units s'elabora un remake del film de Ladislao Vajda sota el nom de The Pledge. Sean Penn dirigeix el film i Jack Nicholson el protagonitza.[9][10]
- L'any 2018, Ram Kumar dirigeix un remake a l'Índia sota el nom Ratsasan[11].
- L'any 2019, Ramesh Varma dirigeix Rakshasudu, remake del film de Ram Kumar.[12]

### Versions alternatives
El desenllaç feliç del film de Ladislao Vajda no va acabar de convèncer al novel·lista Friedrich Dürrenmatt, que estava treballant en la novel·lització de la pel·lícula el mateix 1958. Arran d'aquest descontentament, Dürrenmatt va alterar el final de la seva novel·la Requiem auf den Kriminalroman. El detectiu, enlloc d'atrapar l'assassí, passaria la resta dels seus dies en soledat i tristesa per no poder tancar el cas. Aquest final, es justificaria amb un accident de trànsit que patiria l'assassí anant a matar la seva última víctima. D'aquesta manera, el detectiu no podria atrapar-lo i, consegüentment, resoldre els assassinats.
L'adaptació de Sean Penn del clàssic de Dürrenmatt i Vajda protagonitzada per Jack Nicholson sota el nom de The Pledge va incloure el final molt més fosc de la novel·la.